# Persone di nome Guilherme
| Questa pagina contiene informazioni ricavate automaticamente dalle voci biografiche con l'ausilio del template Bio e di un bot. L'aggiornamento è periodico e automatico e ricostruisce completamente la pagina. Se manca una persona in questa lista, sei pregato di non aggiungerla, ma accertati piuttosto che la sua voce biografica contenga il template Bio e che i dati anagrafici siano correttamente compilati. Se il template Bio manca, inseriscilo tu stesso o, in alternativa, metti l'avviso {{tmp\|Bio}} che ne segnala la mancanza. Se i dati riportati sono sbagliati, correggi direttamente la voce biografica; le modifiche saranno visibili in questa lista entro pochi giorni. Per chiarimenti vedi il progetto antroponimi. La lista contiene solo le 73 persone che sono citate nell'enciclopedia e per le quali è stato implementato correttamente il template Bio. Pagina aggiornata al 22 lug 2025. |

Questa è una lista di persone presenti nell'enciclopedia che hanno il nome Guilherme, suddivise per attività principale.

## Allenatori di calcio(1)
- Guilherme Alves, allenatore di calcio e ex calciatore brasiliano (San Paolo, n. 1974)

## Altisti(2)
- Guilherme Cobbo, altista brasiliano (Uraí, n. 1987)
- Guilherme Espírito Santo, altista, lunghista e triplista portoghese (Lisbona, n. 1919 - † 2012)

## Attori(2)
- Guilherme Fontes, attore brasiliano (Petrópolis, n. 1967)
- Guilherme Winter, attore brasiliano (San Paolo, n. 1979)

## Calciatori(47)
- Guilherme Afonso, ex calciatore angolano (Luanda, n. 1985)
- Guilherme Andrade, ex calciatore brasiliano (Montes Claros, n. 1989)
- Guilherme Arana, calciatore brasiliano (San Paolo, n. 1997)
- Guilherme Azevedo, calciatore brasiliano (Apucarana, n. 2001)
- Guilherme Bissoli, calciatore brasiliano (Jaú, n. 1998)
- Guilherme de Aguiar Camacho, calciatore brasiliano (Rio de Janeiro, n. 1990)
- Guilherme Castilho, calciatore brasiliano (Arapoema, n. 1999)
- Guilherme de Souza, calciatore brasiliano (San Paolo, n. 1990)
- Guilherme Costa Machado Silveira, ex calciatore brasiliano (Rio de Janeiro, n. 1994)
- Guilherme Dellatorre, calciatore brasiliano (São José do Rio Preto, n. 1992)
- Guilherme Finkler, ex calciatore brasiliano (Caxias do Sul, n. 1985)
- Guilherme Garutti, calciatore brasiliano (Marília, n. 1994)
- Gui, calciatore portoghese (Santa Marta de Penaguião, n. 2002)
- Guilherme Costa Marques, calciatore brasiliano (Três Rios, n. 1991)
- Guilherme Alvim Marinato, ex calciatore brasiliano (Cataguases, n. 1985)
- Guilherme dos Santos Torres, calciatore brasiliano (Santo André, n. 1991)
- Guilherme Biteco, calciatore brasiliano (Porto Alegre, n. 1994)
- Guilherme Milhomem Gusmão, ex calciatore brasiliano (Imperatriz, n. 1988)
- Guilherme Oliveira Santos, calciatore brasiliano (Jequié, n. 1988)
- Guilherme Lazaroni, calciatore brasiliano (Rio Claro, n. 1992)
- Guilherme Liberato, calciatore brasiliano (San Paolo, n. 2001)
- Guilherme Lopes de Almeida, calciatore brasiliano (Brasilia, n. 2002)
- Guilherme Madruga, calciatore brasiliano (Campo Grande, n. 2000)
- Guilherme Biro, calciatore brasiliano (Campinas, n. 2004)
- Guilherme Ramos, calciatore portoghese (Lisbona, n. 1997)
- Guilherme Mantuan, calciatore brasiliano (São Caetano do Sul, n. 1997)
- Guilherme Mauricio, ex calciatore francese (Clichy, n. 1974)
- Negueba, calciatore brasiliano (Rio de Janeiro, n. 1992)
- Guilherme Pato, calciatore brasiliano (Quaraí, n. 2001)
- Guilherme Nunes, calciatore brasiliano (Novo Hamburgo, n. 1998)
- Guilherme Luiz, calciatore brasiliano (n. 2005)
- Guilherme Parede Pinheiro, calciatore brasiliano (Nova Andradina, n. 1995)
- Guilherme Raymundo do Prado, ex calciatore brasiliano (Campinas, n. 1981)
- Guilherme Rodrigues Moreira, calciatore brasiliano (Alegre, n. 1987)
- Guilherme Schettine, calciatore brasiliano (Gama, n. 1995)
- Guilherme Montóia, calciatore portoghese (Lisbona, n. 2003)
- Guilherme Siqueira, ex calciatore brasiliano (Florianópolis, n. 1986)
- Guilherme Sityá, calciatore brasiliano (Porto Alegre, n. 1990)
- Guilherme, ex calciatore brasiliano (Sant'Ana do Livramento, n. 1991)
- Guilherme Augusto Vieira dos Santos, calciatore brasiliano (San Paolo, n. 1995)
- Guilherme Weisheimer, ex calciatore brasiliano (Porto Alegre, n. 1981)
- Guilherme Biro, calciatore brasiliano (Curitiba, n. 2000)
- Guilherme de Jesus da Silva, calciatore brasiliano (Porto Alegre, n. 1993)
- Guilherme Natan de Lima, calciatore brasiliano (Chapecó, n. 1999)
- Guilherme de Paula Lucrécio, ex calciatore brasiliano (Brodowski, n. 1986)
- Guilherme Gimenez de Souza, calciatore brasiliano (Ribeirão Preto, n. 1995 - La Unión, † 2016)
- Alemão, calciatore brasiliano (Morro Agudo, n. 1992)

## Cantanti(1)
- Guilherme Arantes, cantante, pianista e compositore brasiliano (San Paolo, n. 1953)

## Cardinali(1)
- Guilherme Henriques de Carvalho, cardinale e patriarca cattolico portoghese (Coimbra, n. 1793 - Lisbona, † 1857)

## Cestisti(3)
- Guilherme Giovannoni, ex cestista brasiliano (Piracicaba, n. 1980)
- Guilherme Rodrigues, cestista brasiliano (n. 1918)
- Gui Santos, cestista brasiliano (Brasilia, n. 2002)

## Disc jockey(1)
- Gui Boratto, disc jockey e produttore discografico brasiliano (San Paolo, n. 1974)

## Doppiatori(1)
- Guilherme Briggs, doppiatore, direttore del doppiaggio e blogger brasiliano (Rio de Janeiro, n. 1970)

## Economisti(1)
- Guilherme de Oliveira Martins, economista portoghese (Lisbona, n. 1952)

## Giocatori di calcio a 5(3)
- Guilherme Gaio, giocatore di calcio a 5 brasiliano (Campo Bonito, n. 1991)
- Guilherme Kuromoto, giocatore di calcio a 5 brasiliano (Londrina, n. 1986)
- Guilherme Stringari, giocatore di calcio a 5 brasiliano (Cascavel, n. 1995)

## Nuotatori(3)
- Guilherme Guido, nuotatore brasiliano (Limeira, n. 1987)
- Guilherme Santos, nuotatore brasiliano (Salvador, n. 2003)
- Guilherme da Costa, nuotatore brasiliano (Rio de Janeiro, n. 1998)

## Piloti automobilistici(1)
- Guilherme Samaia, ex pilota automobilistico brasiliano (San Paolo, n. 1996)

## Pittori(1)
- Guilherme de Santa-Rita, pittore portoghese (Lisbona, n. 1889 - Lisbona, † 1918)

## Poeti(1)
- Guilherme de Almeida, poeta brasiliano (Campinas, n. 1890 - San Paolo, † 1969)

## Politici(1)
- Guilherme Posser da Costa, politico saotomense (n. 1953)

## Schermidori(1)
- Guilherme Toldo, schermidore brasiliano (Porto Alegre, n. 1992)

## Tennisti(1)
- Guilherme Clezar, tennista brasiliano (Porto Alegre, n. 1992)

## Tiratori a segno(1)
- Guilherme Paraense, tiratore a segno brasiliano (Belém, n. 1884 - Rio de Janeiro, † 1968)